# František Mrština
František Mrština (1. prosince 1882 Přešovice – 4. července 1941 Praha-Královské Vinohrady) byl český právník, soudce a publicista.

## Biografie
František Mrština se narodil v roce 1882 v Přešovicích u Třebíče, jeho otcem byl učitel v Přešovicích František Mrština a jeho matkou byla Emilie Mrštinová. Absolvoval gymnázium v Litomyšli a mezi lety 1901 a 1907 vystudoval Právnickou fakultu Univerzity Karlovy v Praze. Po ukončení studií nastoupil do soudní služby, v roce 1913 byl jmenován soudcem, působil na soudech v Brně, Blansku a Praze. V roce 1919 přešel však na nově zřízené ministerstvo spravedlnosti, kde posléze v roce 1936 byl povýšen na pozici odborového přednosty civilní legislativní sekce. Zemřel po krátké nemoci v roce 1941.
Věnoval se primárně civilnímu právu, publikoval už v době svého působení na soudech, ale později publikoval rozsáhlé práce o československých normách civilního práva.
Jeho dcera Jaroslava Kolaříková zatčena a popravena během druhé světové války za odbojovou činnost.